# 伯頓鎮區 (伊利諾伊州麥克亨利縣)
伯頓鎮區（英語：Burton Township）是位於美國伊利諾伊州麥克亨利縣的一個行政鎮區。

## 地方資料
根據2010年美國人口普查的數據，伯頓鎮區的面積為28.20平方千米，當中陸地面積為27.90平方千米，而水域面積為0.30平方千米。當地共有人口4896人，而人口密度為每平方千米173.62人。